# Аутизъм
Аутизмът е разстройство на социалното развитие, което засяга развитието на мозъка, а оттам и поведението на човек. Аутистите живеят в свой свят. Това е генерализирано разстройство на развитието от така наречения аутистичен спектър, наблюдавано за пръв път от американския психиатър Лио Канър (Kanner, 1943). Паралелно с Канър австрийският педиатър Ханс Аспергер (Asperger, 1944) наблюдава сходни с аутизма клинични симптоми, които залягат в основата на Синдрома на Аспергер – друго разстройство от аутистичния спектър.

## Симптоми
Трите основни симптома според класификациите на психичните заболявания МКБ-10 и ДСМ-IV са 1) нарушение в социалните взаимоотношения, 2) нарушения на речта и езика и 3) стереотипен, повтарящ се репертоар на действия и интереси.
1. Нарушението на социалните взаимоотношения:
  - неспособност на пациента да управлява социалните си контакти чрез невербално поведение (социална усмивка, мимика, зрителен контакт)
  - неспособност за установяване на отношения с връстници (силно изразена липса на интерес към връстници, липса на приятелства)
  - несподеляне на интереси или чувства с другите (не посочва интересни неща на другите)
  - липса на социално-емоционална обвързаност с другите (неуместно поведение в социални ситуации; липса на емоционални реакции, например утешаване; изглежда така, сякаш използват другите като предмети)
2. Нарушенията на речта и езика:
  - речта липсва или е неразбираема за околните
  - липсва компенсация на вербалната реч чрез мимика или жестове, липсва спонтанна имитация на действията на другите
  - стереотипни, повтарящи се, своеобразни изрази, както и неологизъм, ехолалия, изговаряне на мисли на глас
3. Повтарящи се, стереотипни действия са:
  - стереотипни, необичайни действия или тясно ограничени специални интереси (ритуали, фиксирано наблюдаване на движещи се обекти)
  - стереотипни и повтарящи се маниеризми (въртене на пръсти пред очите, люлеене върху стол, подскачане)
  - занимание с части от обекти или нефункционални елементи от обекти (като колела на детски колички, очи на кукли) или необичаен интерес към аспекти на сетивата: фиксиране към определен мирис, вкус, докосвания

## Диагностика
Според диагностичните класификации на психичните разстройства симптоматиката на аутизма трябва да се прояви преди тригодишна възраст, но ранното диагностициране е трудно, защото симптомите през първите две години са неспецифични.
Както при по-голяма част от диагностиката на психичните разстройства е нужна многоизмерна и мултимодална диагностика. Като стандартен инструмент за диагостициране на аутизъм се използва полустандартизираното интервю Autism Diagnostic Interview-Revised (ADI-R; Lord, Rutter & LeCouteur, 1994) и скалата за наблюдение Autism Diagnostic Observation Schedule (ADOS: Lord et al., 2000). Тези инструменти се придържат строго към диагностичните критерии на МКБ-10 и DSM-IV.
Събират се и допълнителни данни чрез запитвания на родители и възпитатели, неврологични изследвания (поради високата коморбидност с епилепсия и други особености на неврологичните функции), както и тестове за интелигентност, за развитие на моторните функции, на речта и комуникацията, на функциите на възприятията. Многоизмерната диагностика се налага, от една страна, с цел идентифициране на ресурси и дефицити и оттам по-успешна интервенция, от друга страна, с цел прецизна диференциална диагностика (вж. по-долу).
Основен инструмент за диагностициране на аутизъм представлява геномното секвениране с оглед търсене на мутации в екзонните участъци на гени асоциирани с аутизъм. Понастоящем в литературата са описани над 101 гена, отговорни или свързани с изоставане или проблеми на умственото развитие в т.нар. Online Mendelian Inheritance in Man (OMIM) информационна база. Новите технологии позволяват оглеждане за мутации в тези гени едновременно, нещо напълно невъзможно преди по-малко от 5 години.

## Епидемиология и коморбидност
Честотата на аутизма се изчислява на 20 – 60 случая на 10 000 деца (Petermann, Niebank & Scheithauer, 2004). Момчетата са 3 – 4 пъти по-често засегнати от момичетата.
Данните за честотата на аутизма в Съединените щати сочат растеж на броя диагностицирани случаи (Fonnbonne, 2003b; Wing & Potter, 2002). Този скок се обяснява по-скоро с увеличаване на чувствителността към аутизма сред населението и по-добрите диагностични критерии – факт е, че броят на диагностицирани други разстройства като шизофрения и хиперактивност пада за сметка на аутизма (Shattuck, 2006).
От 75% до 50% от диагностицираните с аутизъм деца проявяват умствена изостаналост, а 30% развиват епилепсия (Volkmar, 1998), което потвърждава съмненията, че причината за аутизма е органична, респективно генетична. Отделни проучвания установяват аномалии в мозъчната кора и малкия мозък, както и повишени нива на серотонин в кръвта, но при тези резултати се касае за изследвания на малък брой лица, при които не е ясно дали дисфункциите са причина, следствие или съпътстваща характеристика на аутизма (Poustka, 1998).

## Диференциална диагностика
Приема се, че аутизмът е в по-тежкия край на заболяванията от аутистичния спектър. Разграничаването от други генерализирани разстройства на развитието като Синдрома на Рет и Дезинтегративното разстройство на развитието е сравнително лесно за диагностиците.
Проблематично е разграничаването на така наречения high functioning autism (лица с аутизъм, при които интелигентността се намира в „нормалния“ диапазон над 70 КИ) от Синдрома на Аспергер (Fitzgerald & Colvin, 2001): отделни студии разискват, че при Аспергер развитието на речта е в норма, докато при high-functioning autism не или че при Аспергер вербалните способности са по-добре развити от невербалните, докато при high-functioning autism е обратното. Това, че тези резултати не могат да бъдат повторени, както и фактите, че липсва клиничен инструмент за разграничаване на двете разстройства и че индивиди с high-functioning autism и Аспергер, но не и с low-functioning autism (под 70 КИ) се срещат в едни и същи семейства (Szatmari, Jones, Zwaigenbaum & McLean, 1998), говорят за това че Аспергер и high-functioning autism представляват по-скоро едно и също разстройство в „нормалната“ област на функциониране на интелекта. В случай на съмнение се предпочита диагноза Аспергер пред аутизъм заради негативното нюансиране на термина аутизъм.
Атипичен аутизъм се диагностицира според МКБ-10, когато липсват симптоми на един от трите основни категории нарушения: социални взаимоотношения, реч и език и проява на повтарящи се, стереотипни действия.
Разграничаването от шизофрения в детска възраст не винаги е лесно. Основни признаци на диференциране са следните: шизофренията в детска възраст обикновено започва внезапно и може да се определи период на развитие в нормата преди начало на разстройството, докато аутизмът протича в по-голяма степен константно. При шизофренията също така е налична позитивна симптоматика, която се изразява в налудности и халюцинации, които при аутизма липсват. Друга отличителна черта се отнася към невербалната комуникация, която при аутизма липсва или е нарушена и която при шизофренията е в границите на нормата (Volkmar, 1998). Разграничаването от шизофренията е важно поради лечението с медикаменти: предписани невролептици (медикаменти за лечение на шизофрения) могат да влошат симптоматиката на стереотипните повтарящи се действия. Схващането на Канър за аутизма като разстройство от шизофренния спектър (той нарича аутизма „инфантилна шизофрения“) не е актуално: студии показват липсваща фамилна връзка между аутизъм и шизофрения (Fombonne, 2003a). Поради тази причина аутизмът е изваден от категорията „разстройства от шизофренния спектър“ в актуалните диагностични класификации и е въведен като отделно генерализирано разстройство на развитието. В отделни случаи все пак е възможна двойна диагноза аутизъм и шизофрения в детска възраст.

## Етиология
Съществуват разнообразни теории за етиологията на аутизма, някои от които са подкрепени и със съществени находки. Смята се, че причината за аутизма е генетична (Szatmari et al., 1998), но точният механизъм на увреждане на гените е неизяснен. Аномалии в пре- и пери-наталното развитие на детето, например недостиг на кислород по време на раждането, са по-скоро следствие от генетичните аномалии на аутистичните деца, а не причина за развитието на аутизъм.
Въпреки че Канър (1943) смята аутизма за генетично обусловен, основните схващания за причините на разстройството в следващите десетилетия се концентрират около психоаналитични концепции, че аутизмът се причинява от амбивалентно – обгрижващо на повърхността, но в същността си студено – отношение на майката към детето. В подкрепа на тази хипотеза не са събрани емпирични доказателства, а опитите да се лекуват децата с повече ласки и внимание или дори да се отделят от родителите не водят до положителен ефект.
Биохимикът Катрин Райд от Сан Франциско въз основа на невробиологични изследвания и собствен опит счита, че някои от нарушенията на развитието на нервната система, като аутизма потенциално може да бъдат свързани с дисбаланса на употребата на натриев глутамат.

## Интервенции
Успешните интервенции са насочени към поведенчески техники (виж Lovaas, TEACCH), като важна тяхна характеристика е, че не са концентрирани изцяло върху детето, а засягат и неговата среда, която учи как да се справя със странностите на аутистичното дете. Терапия, която успешно третира трите основни симптома, не е известна (Howlin, 1998).